# Zentrallaboratorium Deutscher Apotheker
Das Zentrallaboratorium Deutscher Apotheker e.V. (ZL) mit Sitz im ehemaligen Apothekerhaus in Eschborn wird von den Apothekerkammern der Bundesländer getragen. Es stellt eine Ergänzung zum Apothekenlaboratorium dar und übernimmt Prüfungen, die in den einzelnen Apotheken nicht durchführbar sind.
Die 1971 gegründete Organisation arbeitet daneben bei der Abfassung von Pharmakopöen mit, entwickelt Prüfvorschriften für das Apothekenlaboratorium und führt vergleichende Qualitätsuntersuchungen durch.
Manfred Schubert-Zsilavecz ist der wissenschaftliche Leiter. Das ZL ist eingebunden in die Strukturen der ABDA – Bundesvereinigung Deutscher Apothekerverbände.